# Hermann Korb
Hermann Korb (Niese, 1656 – Wolfenbüttel, 23 dicembre 1735) è stato un architetto tedesco.

## Biografia
Non si hanno molte informazioni biografiche su Korb, tranne quelle riguardanti i suoi inizi come falegname e la sua formazione, come autodidatta, durante il suo soggiorno italiano effettuato assieme al duca di Braunschweig-Wolfenbüttel, con il quale collaborò durante tutta la sua carriera.
Un'altra informazione, non condivisa da tutti gli storici dell'architettura, è che Korb preferisse che i disegni fossero eseguiti dai suoi assistenti.
Nel 1689 Korb assunse la carica di "Costruttore giudiziario o ispettore" a Wolfenbüttel, poi, tre anni dopo, quella di "Amministratore di edifici", collaborando con l'architetto Johann Balthasar Lauterbach (1661-1694).
Korb, dopo la morte di Lauterbach, proseguì e ultimò i progetti del suo collega, e nel corso degli anni ottenne promozioni e riconoscimenti.
Si ritirò nel 1734 dalla sua quarantennale attività e morì l'anno seguente.
Korb si accostò alla scuola barocca italiana e francese, che miscelò in tutte le sue opere, come nella sua realizzazione fondamentale, il castello Salzdahlum (1697), dove Federico il Grande sposò Elisabetta Cristina di Brunswick-Wolfenbüttel-Bevern nel 1733, andato distrutto nel 1813 a causa di un incendio.
Tra gli altri suoi lavori si possono menzionare: la chiesa della Santissima Trinità di Wolfenbüttel; la biblioteca "Bibliotheksrotunde" alla Herzog August Bibliothek di Wolfenbüttel, progettata secondo le specifiche di proporzioni matematiche, dalla pianta quadrata e dalla sala di lettura ovale, indicate da Leibniz, il capo bibliotecario dal 1690 al 1710; la copertura del castello di Wolfenbüttel; la chiesa di San Nicola e alcuni edifici di Braunschweig, come il palazzo di residenza dei duchi di Brunswick; la ristrutturazione del castello di Blankenburg, trasformato da un castello medievale in una residenza in stile barocco; le chiese parrocchiali ad Hehlen, caratterizzate da pianta ottagonale; le chiese parrocchiali a Salder, di pianta cruciforme.
In tutti i suoi lavori Korb si distinse per il peculiare utilizzo dei materiali, per le caratteristiche cromatiche e per le proprietà tecnologiche.

## Opere principali
| Costruzione                                            | Data                                                                        | Località       | Note | Immagine |
| ------------------------------------------------------ | --------------------------------------------------------------------------- | -------------- | --- | -------- |
| Castello di Salzdahlum                                 | 1688–1697                                                                   | Salzdahlum     | Nuova costruzione con giardino di svago. L'ampio complesso del palazzo aveva diversi cortili, una casa di cavalieri, un maneggio, un teatro dell'opera, un aranceto e una cappella. Demolito nel 1813.                                                      |          |
| Castello di Langeleben                                 | 1689                                                                        | Langeleben     | Nuova costruzione con giardino di svago. L'edificio è attribuito a Hermann Korb. Demolito dopo il 1830. |          |
| Teatro dell'Opera sulla Piazza Hagenmarkt              | 1690                                                                        | Braunschweig   | Conversione dell'Hagenrathaus in un Teatro dell'Opera. Demolito nel 1864. |          |
| Castello di Wolfenbüttel                               | 1690–1720                                                                   | Wolfenbüttel   | Rimodellamento. Sotto Hermann Korb, il castello ha ricevuto una nuova facciata in legno a graticcio. |          |
| Castello di Brüggen                                    | 1693                                                                        | Brüggen        | Nuova costruzione di un progetto di Johann Balthasar Lauterbach. |          |
| Castello di Vechelde                                   | 1695                                                                        | Vechelde       | Nuova costruzione con giardino di svago. L'edificio è attribuito a Hermann Korb. Demolito nel 1880. |          |
| Chiesa parrocchiale di Hehlen                          | 1697–1699                                                                   | Hehlen         | Nuovo edificio. Ottagono leggermente allungato in cui le estensioni sui lati stretti formano ciascuna una torre. |          |
| Orfanotrofio Wolfenbüttel                              | 1698–1704                                                                   | Wolfenbüttel   | Nuovo edificio. L'edificio è attribuito a Hermann Korb. (La foto mostra l'ex orfanotrofio Wolfenbüttel sullo sfondo, sul lato destro dell'immagine). |          |
| Castello di Hohenprießnitz                             | 1699                                                                        | Hohenprießnitz | Nuova costruzione come complesso barocco a tre ali successivo al modello francese. L'edificio è attribuito a Hermann Korb. |          |
| Krambuden di Wolfenbüttel                              | 1700–1710                                                                   | Wolfenbüttel   | Edificio a Wolfenbüttel. Il design è attribuito a Hermann Korb. |          |
| Casa padronale di Achim                                | 1701                                                                        | Achim          | |          |
| Feudo di Watzum                                        | 1704                                                                        | Watzum         | |          |
| Castello di Blankenburg                                | 1705–1730                                                                   | Blankenburg    | Ricostruzione del castello rinascimentale in una residenza barocca. |          |
| Bibliotheksrotunde                                     | 1706–1712                                                                   | Wolfenbüttel   | Ricostruzione dell'edificio della biblioteca Herzog August Bibliothek, dalla pianta quadrata e dalla sala di lettura ovale. Demolito nel 1887. |          |
| Cappella di Bartolomeo apostolo a Braunschweig         | 1708                                                                        | Braunschweig   | Ricostruzione della cappella per la comunità riformata per conto del duca Antonio Ulrico. |          |
| Casa delle Sette Torri                                 | 1708                                                                        | Braunschweig   | Ricostruzione e progettazione della facciata barocca. L'edificio è attribuito a Hermann Korb. |          |
| Palazzo Bevernsches                                    | 1709                                                                        | Braunschweig   | Ricostruzione dei "Dompropstei" alla residenza barocca. L'edificio è attribuito a Hermann Korb. Demolito nel 1879. |          |
| Caveau fiera                                           | 1709−1714                                                                   | Braunschweig   | Nuovo edificio. Esposizione con la galleria "Jungfernstieg" nella Klöpperstraße, oggi Neue Straße 20. Il design è attribuito a Hermann Korb. Completamente distrutto nel 1944 e sostituito da un nuovo edificio di Friedrich Wilhelm Kraemer nel 1951-1953. |          |
| Chiesa di San Nicola di Braunschweig                   | 1710                                                                        | Braunschweig   | Nuovo edificio. Uno dei più importanti edifici barocchi di Brunswick. Completamente distrutto il 15 ottobre 1944 e non ricostruito. |          |
| Casa padronale a Sickte                                | 1710                                                                        | Sickte         | |          |
| Castello di Hundisburg                                 | 1712                                                                        | Hundisburg     | Nuova costruzione del castello e del giardino, seguendo l'esempio della residenza estiva di Brunswick del Castello di Salzdahlum. |          |
| Castello di Eichenbarleben                             | 1712                                                                        | Eichenbarleben | Nuova costruzione di un castello distrutto nella guerra dei Trent'anni in stile barocco. L'edificio è attribuito a Hermann Korb. |          |
| Castello di Salder                                     | 1695–1713                                                                   | Salder         | Il castello fu ricostruito dopo l'acquisizione da parte del duca August Wilhelm nel 1695, su progetto di Korb e ampliato. |          |
| Reggia di Braunschweig                                 | 1718–1790                                                                   | Braunschweig   | Nuova costruzione della residenza dei duchi di Braunschweig-Wolfenbüttel. Il 7 settembre 1830 è stato distrutto da un incendio. |          |
| Dehnsches Hofbeamtenhaus                               | 1718–1720                                                                   | Wolfenbüttel   | Ricostruzione di una vecchia casa a graticcio in una residenza cittadina rappresentante uno stile barocco. |          |
| Chiesa della Santissima Trinità di Wolfenbüttel I e II | I: 1700 (anno della consacrazione) II: 1716–1719 (anno della consacrazione) | Wolfenbüttel   | Nuovo edificio. L'edificio consacrato del 1700 (Santissima Trinità I) fu distrutto da un incendio cinque anni dopo. |          |
| Chiesa della Santissima Trinità di Heimburg            | 1724–1726                                                                   | Heimburg       | Nuovo edificio. Design attribuito a Hermann Korb. |          |
| Palazzo Dehnsches                                      | 1725                                                                        | Braunschweig   | Palazzo con ampi giardini secondo il modello francese. Demolito nel 1857. |          |
| Waldhof Hasselfelde                                    | 1725–1726                                                                   | Hasselfelde    | Castello di campagna in Landkreis Harz |          |
| Residenza di caccia Wildenhof                          | 1725–1727                                                                   | Walkenried     | Nuovo edificio costruito per conto del duca August Wilhelm. |          |
| Piccolo castello di Wolfenbüttel                       | 1730                                                                        | Wolfenbüttel   | Ricostruzione e ampliamento di una costruzione a due piani in legno con mezzanine. |          |
| Castello di Antoinettenruh                             | 1733                                                                        | Wolfenbüttel   | Castello di campagna demolito. L'edificio è attribuito a Hermann Korb. |          |